# 군 (가수)
군(본명 김일군, 1987년 1월 15일 ~ )은 대한민국의 가수이다. 아이 더 트리 탑스 전 멤버였으며, 2009년 《Digital Single Volume. 1》으로 솔로 데뷔했다.

## 음반

### 싱글 앨범
- 싱글 앨범 1집 《Digital Single Volume. 1》(2009년 9월)
  1. I`m Superman